# Turbonilla bushiana
Turbonilla bushiana är en snäckart som beskrevs av Addison Emery Verrill 1882. Turbonilla bushiana ingår i släktet Turbonilla och familjen Pyramidellidae.

## Underarter
Arten delas in i följande underarter:
- T. b. bushiana
- T. b. abyssicola